# Asia Pulp & Paper
Pour les articles homonymes, voir APP.
Asia Pulp & Paper (APP), est un groupe industriel indonésien, dont le siège est à Jakarta. APP est l'un des principaux producteurs de pâte à papier et de papier dans le monde. L'entreprise a été fondée en 1972 par Eka Cipta Widjaja, connu pour ses liens étroits avec la famille Suharto. APP appartient au groupe Sinar Mas. APP a été régulièrement sous le feu des projecteurs par des associations de défense de l'environnement (WWF, Greenpeace) à la suite d'accusations de destructions massives des forêts primaires indonesiennes et cambodgiennes.

## Conséquences environnementales des méthodes et activités d'APP
La sylviculture industrielle d'arbres à croissance rapide en lieu et place de la forêt tropicale est source de destruction de la biodiversité, de fragmentation forestière, d'inondation et de sècheresses, mais aussi d'incendies de forêts. Ainsi, en 2017, un reportage de l'émission Cash Investigation décrivait le lien entre la société APP qui assèche les tourbières d'Indonésie et notamment de l'île de Sumatra pour planter des acacias et l'assèchement de ces tourbières et la catastrophe environnementale des incendies d'Indonésie de 2015. Selon les autorités singapouriennes, où ces feux ont fait plusieurs milliers de morts en raison des fumées toxiques, 39 % des incendies ont été causés par APP.

## Conséquences sociales et humaines
Au Cambodge, les plantations destinées à fournir AAP en cellulose se sont également développé au détriment des forêts cambodgiennes et des animaux qui nourrissaient les populations locales ; des forêts primaire ou secondaires sont brûlées pour y introduire des plantations d'acacias pour APP, et selon des ONG et les habitants, « des salaires lamentablement bas » sont versés aux communautés locales pour planter une plantation d'acacia, avant que les concessionnaires, protégés par le gouvernement, incendient leurs maisons. Dans ce pays, les concessions sont aussi parfois directement acquises par des groupes chinois (ainsi 60 200 hectares ont été remis au groupe chinois Green Rich/Elite Group pour y planter des palmiers à huile et des acacia pour AAP.

## Filiales
APP est formé des entreprises suivantes :
- PT Indah Kiat Pulp & Paper Tbk., coté à la bourse de Jakarta ;
- PT Pabrik Kertas Tjiwi Kimia Tbk., également coté à la bourse de Jakarta ;
- PT Pindo Deli Pulp and Paper Mills ;
- PT Lontar Papyrus Pulp & Paper Industry ;
- PT The Univenus ;
- PT Ekamas Fortuna ;
- PT Purinusa Ekapersada.

## Documentaires
- Razzia sur le bois, diffusé dans l'émission Cash Investigation sur France 2 le 24 janvier 2017, voir en ligne.